# 孕烯醇酮
孕烯醇酮（3-羟基孕固烯-20-酮）是一种涉及到孕酮、盐皮质激素、糖皮质激素、雄激素以及雌激素类固醇生成的类固醇激素，因此它是一种激素原。